# Jessica Seinfeld
Nina Danielle Sklar (Oyster Bay, 12 de septiembre de 1971), más conocida como Jessica Seinfeld, es una escritora y filántropa estadounidense. Ha publicado cuatro libros de cocina y es la fundadora de GOOD+ (antes Baby Buggy), una organización benéfica con sede en Nueva York que proporciona artículos de primera necesidad a las familias de escasos recursos de la ciudad. Está casada con el humorista y actor Jerry Seinfeld.

## Biografía

### Primeros años
Jessica Nina Sklar nació en Oyster Bay, Nueva York, y creció en un hogar de clase media en Burlington, Vermont. Su madre fue defensora del servicio de atención a las víctimas durante más de cincuenta años y funcionaria de asistencia en el colegio Hunt Middle School, mientras que su padre era ingeniero de software.

### Carrera
Tras licenciarse en la Universidad de Vermont, trabajó en relaciones públicas para Golden Books Entertainment y Tommy Hilfiger.

#### Baby Buggy
Creó la fundación Baby Buggy en 2001, tras el nacimiento de su primer hijo. Empezó con una campaña de donaciones, en la que pedía a la gente sus artículos de bebé usados tras darse cuenta de que los productos de su primer hijo, que ya no eran útiles para su propia familia, podían serlo para otros.
Con el lema "Love.Recycled", el objetivo de Baby Buggy es ayudar a las familias necesitadas a poder acceder a lo esencial para garantizar su seguridad y bienestar. Hasta mayo de 2013, Baby Buggy había donado más de seis millones de artículos a las familias de Nueva York desde que se creó la organización.

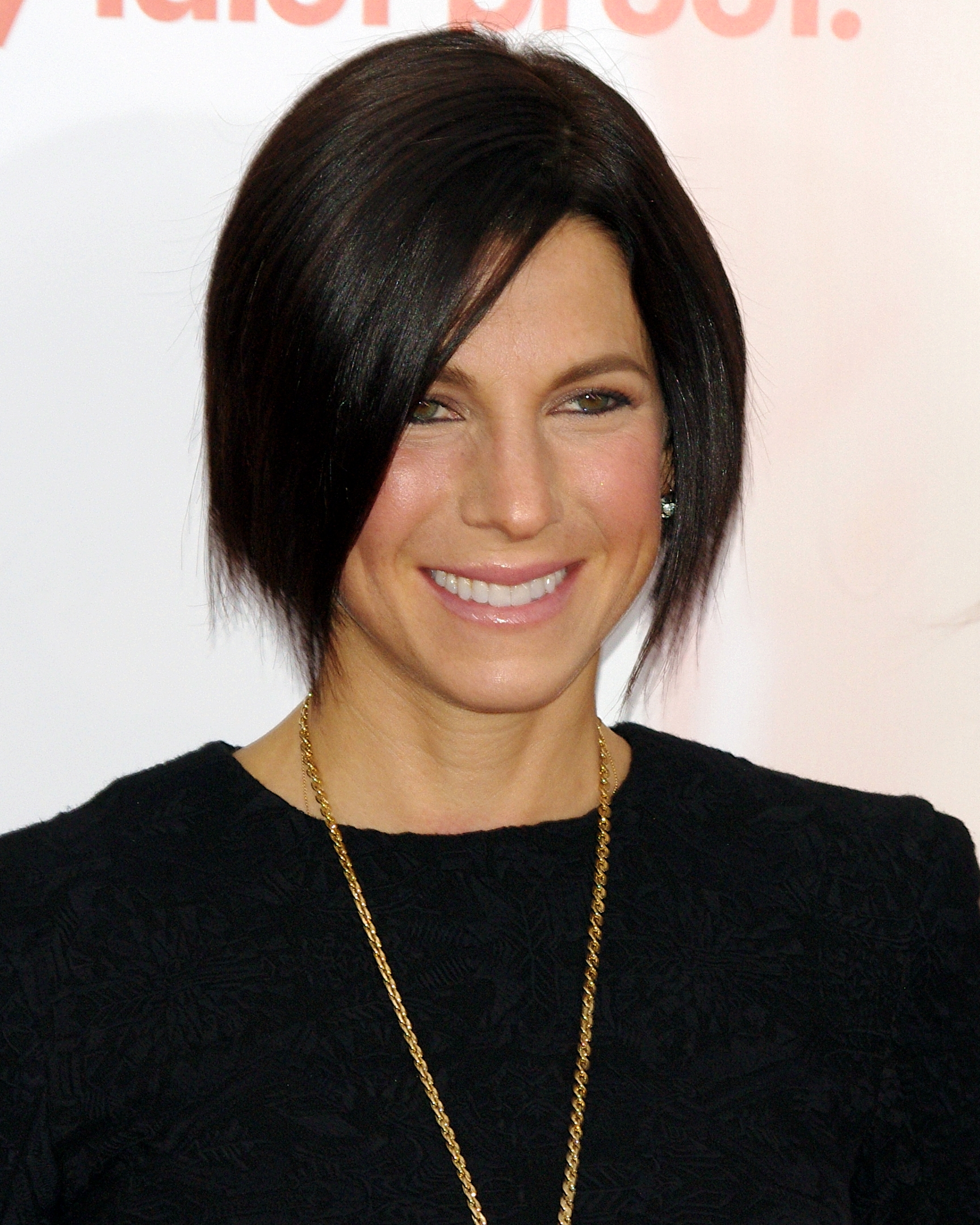
Seinfeld (2012)

Alrededor de 2 millones de dólares del presupuesto de Baby Buggy proceden de donaciones de productos en especie de particulares y empresas. El apoyo financiero a la organización procede de su junta directiva, particulares, empresas y fundaciones. En 2013, Baby Buggy recibió su cuarta calificación de cuatro estrellas de Charity Navigator. En 2016 la fundación pasó a llamarse Good Plus Foundation (también conocida como GOOD+).

#### Literatura
En octubre de 2007, Seinfeld publicó su primer libro de cocina, Deceptively Delicious: Simple Secrets to Get Your Kids Eating Good Food, el cual contiene estrategias y recetas para hacer que la comida sana sea atractiva para los niños pequeños. Deceptively Delicious fue presentado en el programa de Oprah Winfrey y llegó a la primera posición de superventas del New York Times, permaneciendo en la lista durante cinco meses después de su publicación. El libro también alcanzó el primer lugar en Amazon.com y el segundo en la lista de superventas de USA Today.
En octubre de 2010 publicó su segunda obra, Double Delicious! Good, Simple Food for Busy, Complicated Lives, con una temática similar a la de su primer libro. Tres años más tarde publicó su tercera obra, The Can't Cook Book, seguida de Food Swings de 2017.
En octubre de 2010 lanzó un sitio web para cocineros principiantes llamado Do it Delicious, en el que enseña a los espectadores en casa cómo preparar determinados platos paso a paso, así como una guía de cocina, una tienda, un blog y un foro comunitario donde los usuarios pueden enviar consejos y hacer preguntas relacionadas.

## Plano personal

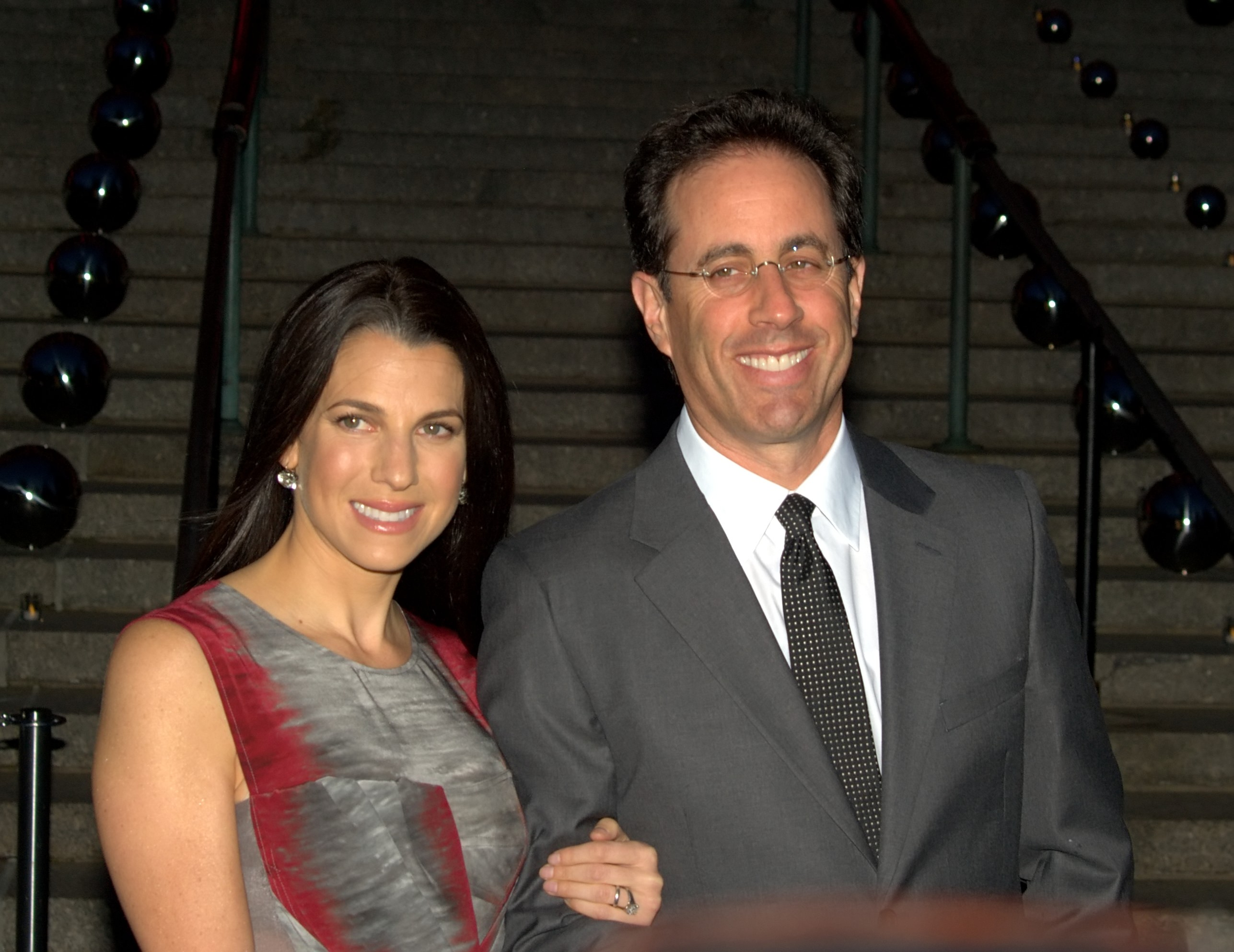
Jessica y Jerry Seinfeld (2010)

En junio de 1998 se casó con Eric Nederlander, un productor teatral. Algunos meses antes de la boda, conoció a Jerry Seinfeld en un club deportivo de Reebok. Tras regresar de una luna de miel en Italia con Nederlander, comenzó a salir con Seinfeld. Nederlander solicitó el divorcio en octubre de 1998, sólo cuatro meses después de casarse. Sklar y Seinfeld se comprometieron en noviembre de 1999, y se casaron el 25 de diciembre del mismo año. El cómico George Wallace fue el padrino de la boda.
Después de muchas críticas por parte de Nederlander sobre el divorcio y posterior matrimonio de Sklar, los Seinfeld hicieron un relato personal de su relación a Vogue en 2004. Se cita a Jessica Seinfeld diciendo:

«Conocí a Jerry al final del período más difícil de mi vida. Acababa de tomar la dolorosa decisión de disolver una relación de cinco años que comenzó cuando yo tenía 21 años y que culminó con un breve matrimonio. Jerry no fue ni la causa ni el efecto de la ruptura, pero su amistad me dio fuerza y resistencia en un momento de desesperada necesidad, y ha constituido la base de mi felicidad en los años posteriores».

La pareja tiene tres hijos, todos nacidos en Nueva York. Sascha nació el 7 de noviembre de 2000, Julian Kal el 1 de marzo de 2003 y Shepherd Kellen el 22 de agosto de 2005.